# 2024
2024 (MMXXIV) е високосна година, започваща в понеделник според григорианския календар. Тя е 2024-ата година от новата ера, двадесет и четвъртата от третото хилядолетие и петата от 2020-те.
Определена е като:
- Годината на зеления дървен дракон в Китайския календар

Съответства на:
- 1473 година по Арменския календар
- 7532 година по Прабългарския календар
- 6775 година по Асирийския календар
- 2975 година по Берберския календар
- 1386 година по Бирманския календар
- 2568 година по Будисткия календар
- 5784 – 5785 година по Еврейския календар
- 2016 – 2017 година по Етиопския календар
- 1402 – 1403 година по Иранския календар
- 1445 – 1446 година по Ислямския календар
- 4720 – 4721 година по Китайския календар
- 1740 – 1741 година по Коптския календар
- 4357 година по Корейския календар
- 2777 години от основаването на Рим
- 2567 година по Тайландския слънчев календар
- 113 година по Чучхе календара

## Починали

### Януари
- 1 януари – Питър Магубане, южноафрикански фотограф, личен фотограф на Нелсън Мандела (* 1932 г.)
- 1 януари – Лин Ямада Дейвис, американска инфлуенсър готвачка (* 1956 г.)
- 2 януари – Салех Ал Арури, палестински боец свързан с терористичното движение Хамас (* 1966 г.)
- 5 януари – Марио Загало, бразилски футболист и треньор (* 1931 г.)[1]
- 6 януари – Ласка Минчева, българска режисьорка (* 1942 г.)[2]
- 7 януари – Франц Бекенбауер, немски футболист и треньор (* 1945 г.)[3]
- 9 януари – Йоаникий Сливенски, митрополит на Сливенска епархия от 1980 до 2024 г. (* 1939 г.)
- 10 януари – Януш Майевски, полски режисьор (* 1931 г.)
- 11 януари – Тед Блънт, американски политик (* 1943 г.)
- 12 януари – Генадий Яковлев, руски ботаник (* 1938 г.)
- 13 януари – Мехмет Еймюр, служител на турското разузнаване (* 1943 г.)
- 14 януари – Красимир Спасов, български режисьор (* 1941 г.)
- 14 януари – Лев Рубинщейн, руски поет и есеист (* 1947 г.)
- 19 януари – Георги Костов, български композитор (* 1941 г.)
- 24 януари – Джеси Джейн, американска порнографска актриса (* 1980 г.)
- 29 януари – Николай Ишков, български актьор и продуцент (* 1962 г.)
- 31 януари – Иван Иванов, български актьор (* 1951 г.)

### Февруари
- 1 февруари – Карл Уедърс, американски актьор (* 1948 г.)
- 2 февруари – Стефан Янев, български футболист, журналист и писател (* 1939 г.)
- 2 февруари – Кристофър Прийст, британски романист (* 1943 г.)
- 3 февруари – Елена Рохо, мексиканска актриса (* 1944 г.)
- 3 февруари – Виктор Емануил Савойски, син на последния крал на Италия (* 1937 г.)
- 16 февруари – Алексей Навални, руски политик и активист за човешки права (* 1976 г.)[4]
- 18 февруари – Златина Дончева-Джамбазова, българска актриса
- 20 февруари – Виталий Куприй, украински композитор и пианист (* 1974 г.)
- 27 февруари – Светослав Пеев, български актьор, режисьор и художник (* 1939 г.)

### Март
- 9 март – Георги Попов, български футболист (* 1944 г.)
- 13 март – Стефан Абаджиев, български футболист (* 1934 г.)
- 13 март – Неофит Български, български патриарх (* 1945 г.)
- 18 март – Ангел Марин, български генерал и вицепрезидент на България (* 1942 г.)
- 22 март – Алек Попов, български писател (* 1966 г.)

### Април
- 1 април – Едуардо Зулета, еквадорски тенисист (* 1935 г.)
- 2 април – Хуан Висенте Перес, венецуелски свръхдълголетник (* 1909 г.)
- 12 април – Роберто Кавали, италиански моден дизайнер (* 1940 г.)
- 15 април – Павел Балакшин, руски политик (* 1936 г.)
- 21 април – Роедад Хан, пакистански държавен служител и политик (* 1923 г.)
- 30 април – Стефано Стефани, италиански политик (* 1938 г.)

### Май
- 1 май – Данило Дончич, сръбски футболен треньор (* 1969 г.)
- 5 май – Белинда Белвил, британски моден дизайнер (* 1930 г.)
- 11 май – Сурджит Патар, индийски писател и поет (* 1945 г.)
- 18 май – Вили Брокмайер, германски тенор (* 1928 г.)
- 26 май – Тони Скот, американски бейзболист (* 1951 г.)

### Юни
- 5 юни – Маргарита Радинска, българска поп певица (* 1945 г.)
- 12 юни – Джери Уест, американски баскетболист и президент на НБА (* 1938 г.)
- 13 юни – Бенджи Грегъри, американски актьор (* 1978 г.)
- 22 юни – Добра Савова, българска народна певица (* 1932 г.)
- 27 юни – Кристина Алберди, испански адвокат и политик (* 1946 г.)

### Юли
- 1 юли – Брад Картър, американски политик и инженер (* 1936 г.)
- 5 юли – Джон Ландау, американски филмов продуцент (* 1960 г.)
- 11 юли – Вили Козловски, германски футболист (* 1937 г.)
- 13 юли – Шанън Дохърти, американска актриса (* 1971 г.)
- 23 юли – Фред Потър, английски футболист (* 1940 г.)
- 31 юли – Крум Георгиев, български гросмайстор по шах (* 1958 г.)

### Август
- 18 август – Ален Делон, френски актьор, певец, кинорежисьор, киносценарист и кинопродуцент (* 1935 г.)
- 24 август – Мики, бразилски футболист (* 1948 г.)
- 30 август – Симоне Роганти, италиански колоездач (* 2003 г.)

### Септември
- 1 септември – Иван Тренев, български поет (* 1931 г.)
- 3 септември – Иван Гарелов, български журналист и телевизионен водещ (* 1943 г.)
- 6 септември – Сержиу Мендис, бразилски музикант (* 1941 г.)
- 8 септември – Снежана Стамеска, македонска актриса (* 1946 г.)
- 9 септември – Джеймс Ърл Джоунс, американски театрален, телевизионен, филмов и озвучаващ актьор (* 1931 г.)
- 9 септември – Катерина Валенте, италианска певица (* 1931 г.)
- 18 септември – Зулфия Камалова, съветска и австралийска певица от татарски произход (* 1969 г.)
- 22 септември
  - Иван Вукадинов, български художник (* 1932 г.)
  - Александър Петров, български физик (* 1948 г.)
  - Фредерик Джеймисън, американски литературен и политически теоретик (* 1934 г.)
- 27 септември – Маги Смит, британска актриса (* 1934 г.)

### Октомври
- 11 октомври – Кирил Маричков, български музикант (* 1944 г.)
- 15 октомври – Николай Волев, български сценарист и режисьор (* 1946 г.)
- 16 октомври
  - Лиъм Пейн, английски певец и член на „Уан Дайрекшън“ (* 1993 г.)
  - Яхия Синуар, палестински военен лидер (* 1962 г.)
  - Енрике Ларе, чилийски политик (* 1933 г.)
- 18 октомври – Зебедео Джон Опоре, кенийски политик (* 1947 г.)
- 20 октомври
  - Радослав Спасов, български кинооператор и режисьор (* 1943 г.)
  - Фетхуллах Гюлен, турски проповедник, ислямовед и водач на движението „Гюлен“ (* 1941 г.)

### Ноември
- 3 ноември – Куинси Джоунс, американски музикален и телевизионен продуцент, аранжор, диригент, композитор и тромпетист (* 1933 г.)
- 15 ноември – Бела Карои, румънски и американски спортист (* 1942 г.)
- 16 ноември – Владимир Шкляров, руски балетист (* 1985 г.)
- 17 ноември – Муазез Илмие Чиг, турска археоложка и асириоложка (* 1914 г.)

### Декември
- 2 декември – Хелмът Дукадам, румънски футболист (* 1959 г.)
- 3 декември – Мохамед Али Юсуф, сомалийски политик (* 1944 г.)
- 7 декември – Дойчин Василев, български алпинист, антарктически изследовател и кинодокументалист (* 1944 г.)
- 8 декември – Шериф Гьорен, турски режисьор (* 1944 г.)
- 9 декември – Далтън Тревисан, бразилски писател (* 1925 г.)
- 24 декември – Ричард Пери, американски музикален продуцент (* 1942 г.)
- 29 декември
  - Джими Картър, 39-ти президент на САЩ (* 1924 г.)
  - Алексей Бугаев, руски футболист (* 1981 г.)
- 30 декември – Красимир Куртев, български музикант, вокалист на „Акага“ (* 1970 г.)

## Събития

### Януари
- 1 януари – Египет, Етиопия, Иран и Обединените арабски емирства стават членове на БРИКС.
- 14 януари – Маргрете II официално абдикира като кралица на Дания на 52-ата годишнина от възкачването ѝ, като най-големият ѝ син Фредерик я наследява като крал Фредерик X.
- 19 януари – Япония става петата страна, постигнала меко кацане на Луната със своята мисия SLIM.

### Февруари
- 7 февруари – Провеждат се президентски избори в Азербайджан.

### Март
- 7 март – Швеция официално се присъединява към НАТО, ставайки негов 32-ри член след Финландия година по-рано.
- 15-17 март – Провеждат се президентски избори в Русия.
- 22 март – Най-малко 145 души загиват в резултат на терористична атака в Crocus City Hall в Красногорск, Русия.
- 31 март – Провеждат се местни избори в Турция.

### Април
- 17 април – Провеждат се парламентарни избори в Хърватия.
- 19 април – Започват парламентарни избори в Индия.

### Май
- 6 май – Провеждат се президентски избори в Чад.
- 12-26 май – Провеждат се президентски избори в Литва.
- 15 май – Министър-председателят на Словакия Роберт Фицо е прострелян и хоспитализиран по време на среща с поддръжници на събитие в град Хандлова.

### Юни
- 1 юни – Завършват парламентарните избори в Индия.
- 9 юни – избори за парламент в България
- 6 юни – 9 юни – избори за европарламент
- 14 юни – 14 юли – провежда се 17-ото Европейско първенство по футбол
- 23 юни – Случват се две координирани атаки в градовете Махачкала и Дербент в Република Дагестан в Южна Русия, ранявайки 46 и убивайки 28 души
- 26 юни – 6 юли – президентски избори в Иран
- 28 юни – избори за парламент в Монголия
- 29 юни – президентски избори в Мавритания

### Юли
- 13 юли – Докато провежда предизборен митинг за президент на Съединените щати през 2024 г., бившият президент Доналд Тръмп е прострелян в дясното ухо при опит за покушение на митинг, близо до Бътлър, Пенсилвания. Той вдига юмрука си, крещейки "Бийте се". Излекува в следващите дни. Това се случва преди конвенцията за номинацията му от републиканците за президент.
- 26 юли – 11 август – провеждат се 33-ти Летни олимпийски игри

### Август
- 9 август – Самолетът при полет 2283 на „Воепас“ се разбива близо до Винйедо, щата Сао Пауло и убива всички 62 души на борда.
- 17 август – Честването на 79 години от Деня на независимостта на Индонезия се провежда в Нусантара. Тържеството трябва да открие Нусантара като новата столица на Индонезия, но това не се случва поради закъснения
- 23 август – В Солинген, Германия, сирийски имигрант намушква трима души до смърт, което води до засилване на дебата за миграцията в Германия

### Септември
- 7 септември – президентски избори в Алжир
- 13 септември – При тренировъчен полет със самолет „Аеро L-39ZA Албатрос“ двама български офицери загиват в близост до 3-та авиационна база в Граф Игнатиево, България.

### Октомври
- 20 октомври – 3 ноември – президентски избори в Молдова
- 26 октомври – избори за парламент в Грузия
- 27 октомври – избори за парламент в България

### Ноември
- 5 ноември – президентски избори в САЩ
- 13 ноември – президентски избори в Сомалиленд
- 14 ноември – избори за парламент в Шри Ланка
- 16 ноември – конституционен референдум в Габон
- 30 ноември – избори за парламент в Исландия

### Декември
- 1 декември – избори за парламент в Румъния
- 8 декември – Пада режима на сирийският президент Башар Асад
- 12 декември – След проведеният съвет по правосъдие и вътрешни работи България и Румъния са приети за членове на Шенгенско пространство и по суша
- 14 декември – Провеждат се първите непреки президентски избори за президент в Грузия, които са спечелени от Михаил Кавелашвили
- 29 декември – Михаил Кавелашвили встъпва в длъжност като шестият президент на Грузия и като първия президент които е избран не пряко
- 29 декември – Самолетът при полет 2216 на „Чеджу Еър“ се разбива в стена в Муан, Южна Корея и убива 179 от 181 пътници. Това е най-тежката самолетна катастрофа на южнокорейска земя.
- 31 декември – Четирима души загиват при пожар във вагон на Централна гара София, като влакът е трябвало да пътува по маршрута София – Петрич

## Нобелови награди
- Икономика – Дарон Аджемоглу, Саймън Джонсън и Джеймс Робинсън
- Литература – Хан Канг
- Медицина – Виктор Амброс и Гари Ръвкън
- Мир – Нихон Хиданкьо
- Физика – Джон Хопфилд, Джефри Хинтън
- Химия – Дейвид Бейкър, Демис Хасабис и Джон Джъмпър